# Confederação Brasileira de Canoagem
A Confederação Brasileira de Canoagem (CBCa) é o órgão responsável pela organização dos eventos e representação dos atletas de Canoagem no Brasil.